# Dichaetomyia quadrata
Dichaetomyia quadrata är en tvåvingeart som först beskrevs av Christian Rudolph Wilhelm Wiedemann 1824.  Dichaetomyia quadrata ingår i släktet Dichaetomyia och familjen husflugor. Inga underarter finns listade i Catalogue of Life.